# Ицукусима (бронепалубный крейсер)
«Ицукусима» (厳島) — бронепалубный крейсер Японского Императорского флота. Головной в серии из трёх крейсеров типа «Мацусима». Участвовал в Японо-китайской войне и Русско-японской войне. 

Как и все корабли серии, крейсер получил название в честь одного из трёх наиболее живописных видов Японии — острова Ицукусима.

## История службы

### Строительство корабля

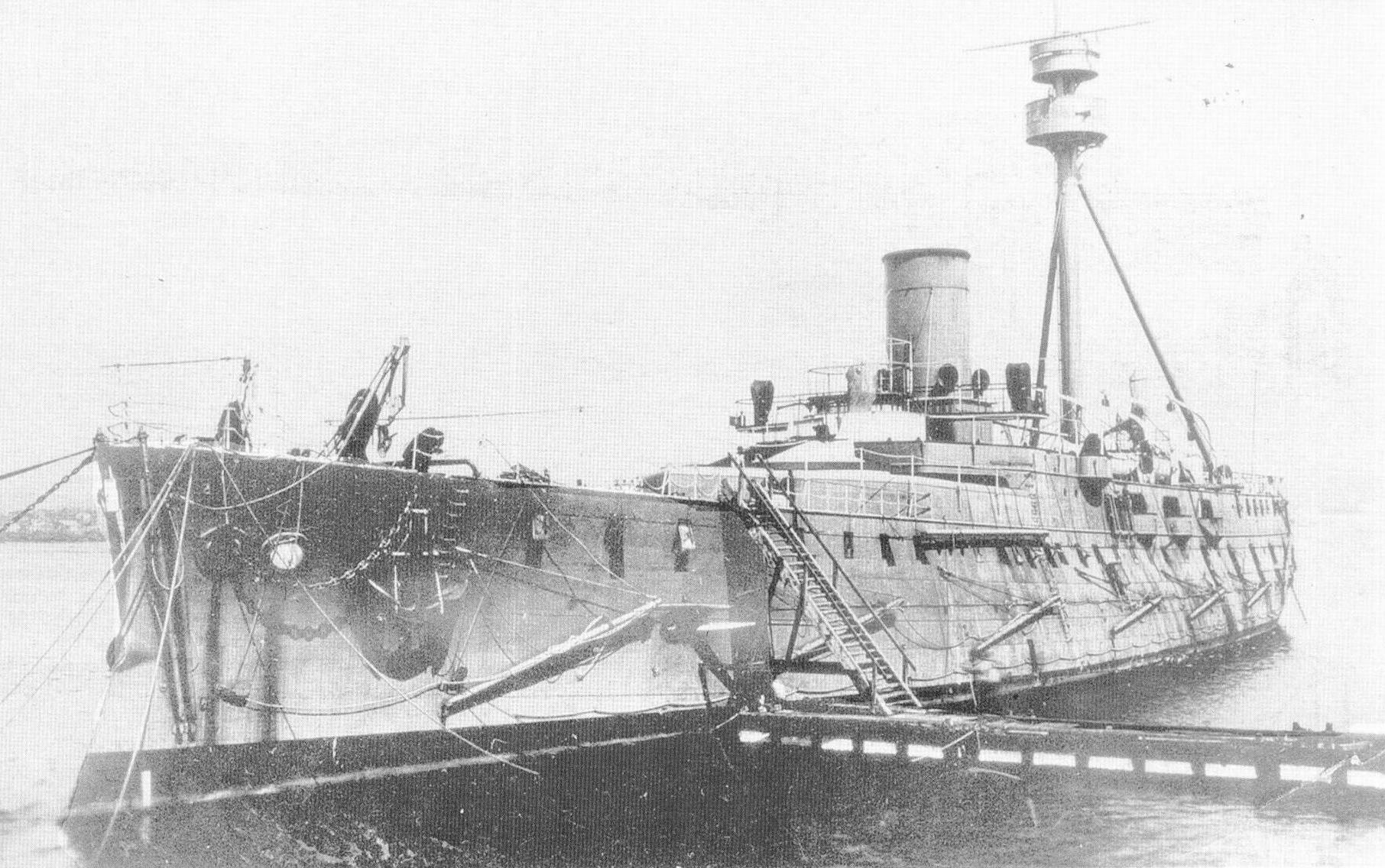
«Ицукусима» во Франции во время достройки

Крейсер «Ицукусима» был заложен на верфях французского общества «Форже э Шантье Медитеране» в Ла-Сен-сюр-Мер 7 января 1888 года. 18 июля 1889 г. корабль был спущен на воду. С сентября по октябрь 1890 года проведены предварительные заводские испытания крейсера. 15 октября 1890 года на испытаниях достигнута средняя максимальная скорость в 16,78 узлов, выше установленной по контракту.
После проведения испытаний, 3 сентября 1891 года крейсер был зачислен в состав ВМС Японии. 12 ноября «Ицукусима» вышел из Тулона в направлении Японии. Однако в ходе похода дымогарные трубки котлов начали обильно течь, в результате по прибытии в порт Коломбо (остров Цейлон) корабль оказался не способен двигаться далее. Прибывшая ремонтная бригада фирмы-строителя устранила неисправности и уже 18 апреля 1892 года крейсер смог продолжить плаванье. 21 мая 1892 года «Ицукусима» завершил переход в Японию, где вошел в состав эскадры военно-морской базы (округа) Куре (адмиралтейство Гуко).

### Японо-китайская война

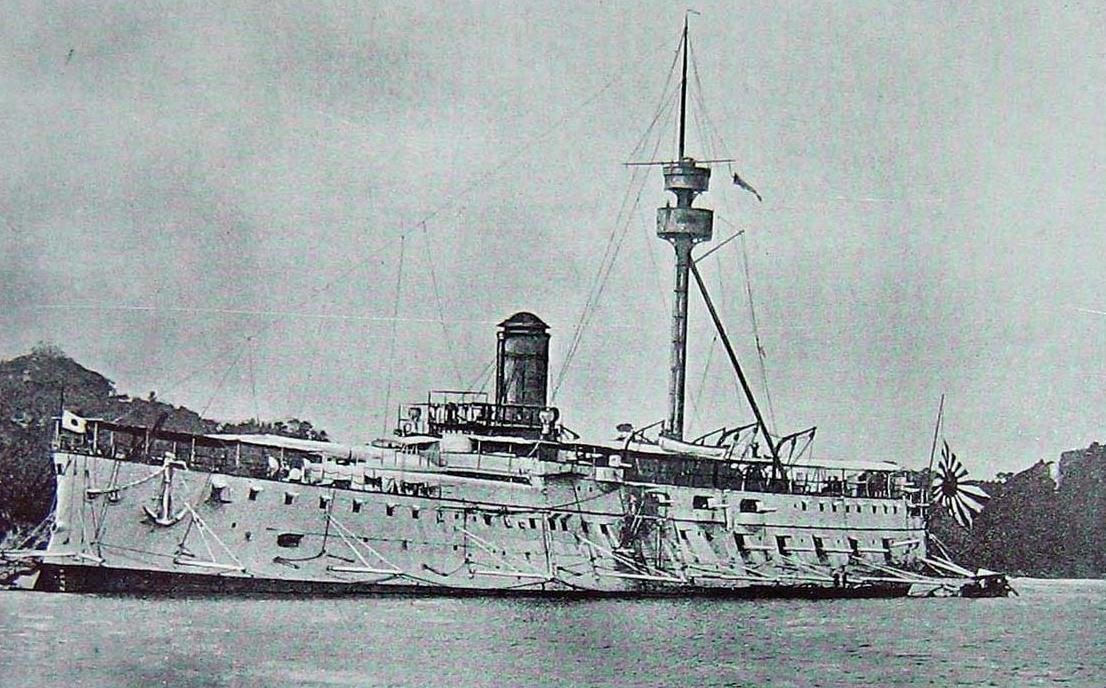
«Ицукусима» в период японо-китайской войны

С началом японо-китайской войны «Ицукусима» вошел в состав отряда отряда главных сил под командованием вице-адмирала Ито Сукэюки.
17 сентября 1894 года «Ицукусима» принял участие в Сражении у реки Ялу. В начале боя «Ицукусима» шел третьим в кильватерной колоне главных сил японского флота, после «Мацусима» и «Чиода». За время сражения орудие главного калибра крейсера смогло произвести всего пять выстрелов, сопровождавшихся многочисленными отказами: четыре по флагманскому броненосцу «Динъюань» и один по «Чжэньюань». Попаданий главным калибром в китайские корабли не было. В ходе боя крейсер получил восемь попаданий вражескими снарядами, в том числе наиболее серьёзные попадания — в носовое помещение торпедных аппаратов, машинное отделение и мачту. Потери экипажа составили 14 убитых и умерших от ран, 17 раненых (в том числе один офицер).
В дальнейшем «Ицукусима» принимал участие конвоировании транспортов с японскими войсками, перебрасываемыми в Китай, в осаде Порт-Артура и Вэйхайвэя. 9 февраля 1895 года в «Ицукусима» попал один невзорвавшийся снаряд с китайской береговой батареи Вэйхайвэя, не причинивший потерь и существенных повреждений.

### Межвоенный период
С сентября 1895 года по февраль 1896 года на корабле проведён ремонт котельной установки. В это же время с мачты сняты боевые марсы. Несмотря на проведённый ремонт, котельная установка осталось ненадёжной, уже в мае 1897 года командование флота было вынуждено отдать приказ об использовании котлов только при сниженном давлении. В 1898 году «Ицукусима» был переклассифицирован в крейсер 2 класса. К 1900 году на корабль, взамен части 37-мм пушек, было установлено шесть пулеметов. К февралю 1900 года, из-за протечек котлов, максимальная скорость корабля составляла не более 12,5 узлов.
В апреле 1900 года крейсер принимал участие в больших маневрах Императорского флота в составе Блокирующей эскадры. Экипаж корабля в этот период был укомплектован на половину и составлял 155 человек.

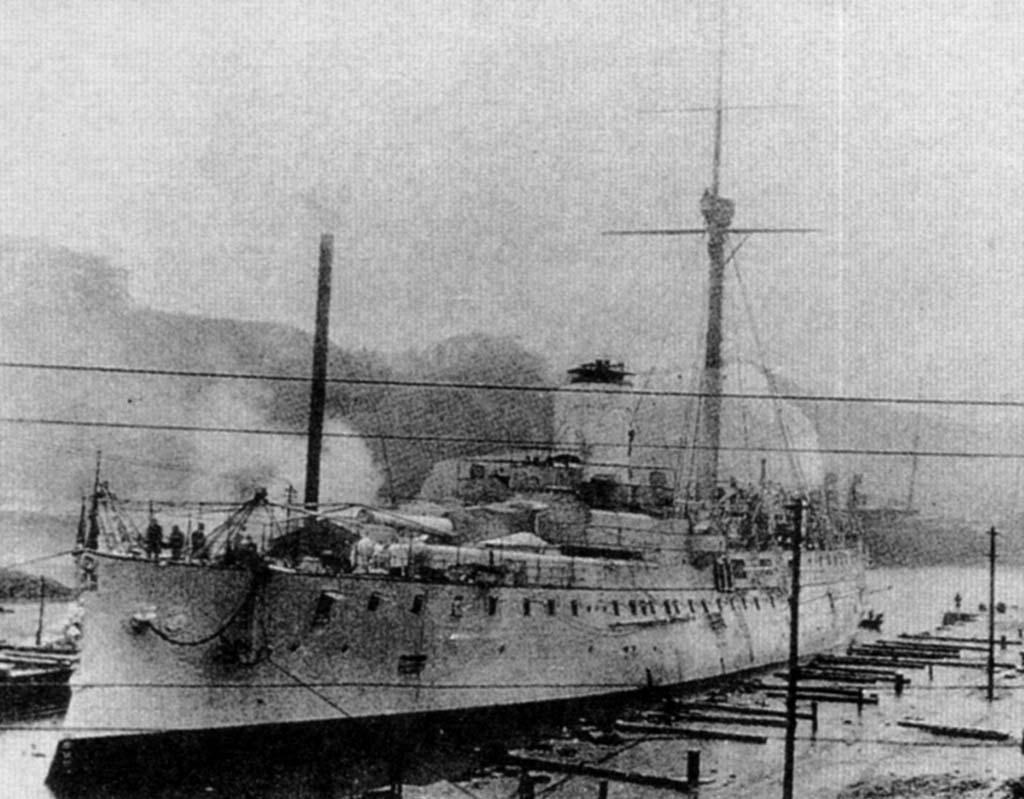
Крейсер «Ицукусима» в доке, 1902 год

В 1900 году во время восстания ихэтуаней «Ицукусима» был направлен в Шанхай для представления интересов Японии и обеспечения возможной защиты японских граждан.
С 25 февраля по 14 августа 1901 года «Ицукусима» и «Хасидате», выйдя из Йокосука, совершили учебный поход, посетив Манилу, Батавию (Джакарта), Гонконг, Чемульпхо (Инчхон), Пусан, Вонсан и Владивосток.
С 1901 год по 1902 год проведён капитальный ремонт крейсера, в ходе которого бывшие шесть огнетрубных котлов заменены на восемь водотрубных котлов системы Бельвиля, малокалиберная артиллерия была заменена на два 75-мм и 18 47-мм орудий.
В 1903 году крейсер «Ицукусима», в составе 4-го учебного отряда, совершил шестимесячный учебный поход.

### Русско-японская война
Перед началом русско-японской войны крейсер «Ицукусима» вошел в состав 5-го боевого отряда 3-й эскадры Объединённого флота, став флагманским кораблем командующего эскадрой вице-адмирала Ситиро Катаока. С 6 февраля 1904 года крейсер в составе своего отряда приступил к сторожевой службе в Корейском проливе, базируясь в заливе Такесики (на острове Цусима).
1 мая крейсер в составе отряда задействовался для конвоирования транспортов, перевозящих 2-ю японскую армию. С 5 мая по 13 мая крейсер прикрывал высадку войск 1-го отряда 2-й армии, а его шлюпки перевозили солдат с транспортов на берег до 31 мая. После высадки десанта крейсер, в составе всей 3-й эскадры Объединённого флота задействовался в блокаде Порт-Артура.
23 июня «Ицукусима» в составе отряда участвовал в безрезультатной встрече Объединённого флота с кораблями русской эскадры, вышедшей из Порт-Артура.
26 июня «Ицукусима» и крейсер «Асама» с миноносцами вошли в бухту Талиенван, для содействия атаки сухопутных войск. Отряд русских кораблей во главе с крейсером «Новик», оказывающих поддержку своим обороняющимся войскам, был вынужден отойти.
9 июля, при выходе броненосца «Победа», крейсеров, канонерских лодок и миноносцев русской эскадры для обстрела японских позиций в бухте Лунвантан, «Ицукусима» в составе отряда участвовал в перестрелке с крейсером «Баян». Попаданий с обеих сторон не было.
26 июля, при выходе крейсеров, канонерских лодок и миноносцев русской эскадры для поддержки правого фланга обороняющихся войск, «Ицукусима», во главе 5-го боевого отряда, принял участие в перестрелке с русскими крейсерами «Баян», «Аскольд» и «Паллада». По русским данным один 203-мм снаряд с крейсера «Баян» попал в корму «Ицукусима», японскими источниками это не подтверждается.
28 июля, при выходе крейсеров и канонерских лодок русской эскадры в бухту Тахе, «Ицукусима» во главе 5-го боевого отряда участвовал в наблюдении за действиями русских кораблей, в готовности оказать поддержку японским миноносцам из состава 2-го отряда истребителей и 14-го отряда миноносцев
8 августа в составе отряда крейсер участвовал в перестрелке с обстреливающим японские сухопутные части русскими кораблями: крейсером «Новик», канонерскими лодками «Бобр», «Гремящий» и миноносцами.
9 августа в составе отряда крейсер вновь принял участие в перестрелке с вышедшими для поддержки русских войск крейсером «Новик» и канонерскими лодками.
10 августа непосредственно в бою в Жёлтом море «Ицукусима» принять участие не смог, ремонтируя машины на рейде Эллиот, однако сразу после боя «Ицукусима» присоединился к своему отряду, приняв участие в наблюдении за русскими кораблями, возвращавшимися в Порт-Артур. Затем, вплоть до падения Порт-Артура, крейсер «Ицукусима» принимал участие в блокаде крепости.
10 декабря крейсера «Ицукусима» и «Хасидате» оказали помощь подорвавшемуся на мине крейсеру «Акаси» и 12 декабря отконвоировали его в Дальний.
2 января крейсер «Ицукусима», находившийся на рейде Эллиот получил приказ выйти в море на перехват, якобы идущего на прорыв из готовящейся к сдаче крепости броненосца«Севастополь». Однако вскоре выяснилось, что броненосец затопил сам себя и выход в море был отменен.
После падения Порт-Артура 8 февраля «Ицукусима» пришёл из Дальнего в Куре для проведения ремонта. 22 марта ремонт был завершен и 5 апреля крейсер снова приступил к сторожевой службе в Корейском проливе.
27 мая 1905 года в Цусимском сражении «Ицукусима» действовал во главе 5-го боевого отряда под флагом командующего 3-й эскадры вице-адмирала Ситиро Катаока. После обнаружения вспомогательными крейсерами русской эскадры, выйдя со стоянки в заливе Одзаки на острове Цусима, отряд обнаружил противника около 08:00 и начал ведение наблюдения. После начала боя главных сил 5-й отряд получил приказ атаковать арьергард наших сил, но из-за дымки потерял контакт и смог начать бой с русскими крейсерами только около 16:30-16:40. Крейсер «Ицукусима» первым открыл огонь по крейсерам «Олег» и «Аврора» с дистанции около 8000 метров. Около 17:30 5-й боевой отряд прекратил огонь, повернув в направлении своих главных сил. Около 18:30, следуя на северо-запад, в направлении главных сил, продолжавших бой с русской эскадрой, корабли 5-го отряда обнаружили не имеющие хода и горящие эскадренный броненосец «Суворов» и плавучую мастерскую (транспорт) «Камчатка». В 18:48 с дистанции около 4000 метров по «Суворову» и «Камчатке» был открыт огонь. Около 19:00 «Камчатка» затонула, после чего адмирал Катаока отдал приказ атаковать «Суворов» подошедшему 11-му отряду миноносцев. В 19:25 эскадренный броненосец «Суворов» затонул в 13 милях северо-восточнее острова Окиносима, после этого 5-й отряд прекратил бой и направился на север для соединения с главными силами. В ходе боя в крейсер «Ицукусима» попаданий не было.
28 мая около 05:20 5-й отряд обнаружил шедший в направлении Владивостока отряд контр-адмирала Небогатова, немедленно доложив об этом своему командующему. После окружения и сдачи русских кораблей «Ицукусима» во главе отряда принимал участие в розыске прорывающихся во Владивосток русских кораблей.
После сражения, 30 мая, пополнив запасы, крейсер «Ицукусима» в составе отряда продолжил дозорную службу в Корейском проливе.
14 июня «Ицукусима», как и все остальные крейсера типа «Мацусима», вошли в сформированный 8-й боевой отряд 4-й эскадры.
4 июля «Ицукусима» в составе своего отряда вышел из Оминато в качестве конвоя первого десантного эшелона 13-й пехотной дивизии Харагути.
Утром 7 июля личный состав крейсера в составе сводного отряда принимал участие в десанте для захвата плацдарма у деревни Мерея на побережье залива Анива, после чего была начата высадка подразделении сухопутных войск.
29 июля в составе 4-й эскадры вышел из Александровска в Отару, куда прибыл 31 июля для обеспечения охраны Сангарского пролива.
26 августа «Ицукусима» вышел в Йокосука для ремонта. 20 октября «Ицукусима» прибыл из Йокосука в Иокогама для участия в состоявшемся 23 октября 1905 года императорском смотре флота.

### Завершение службы

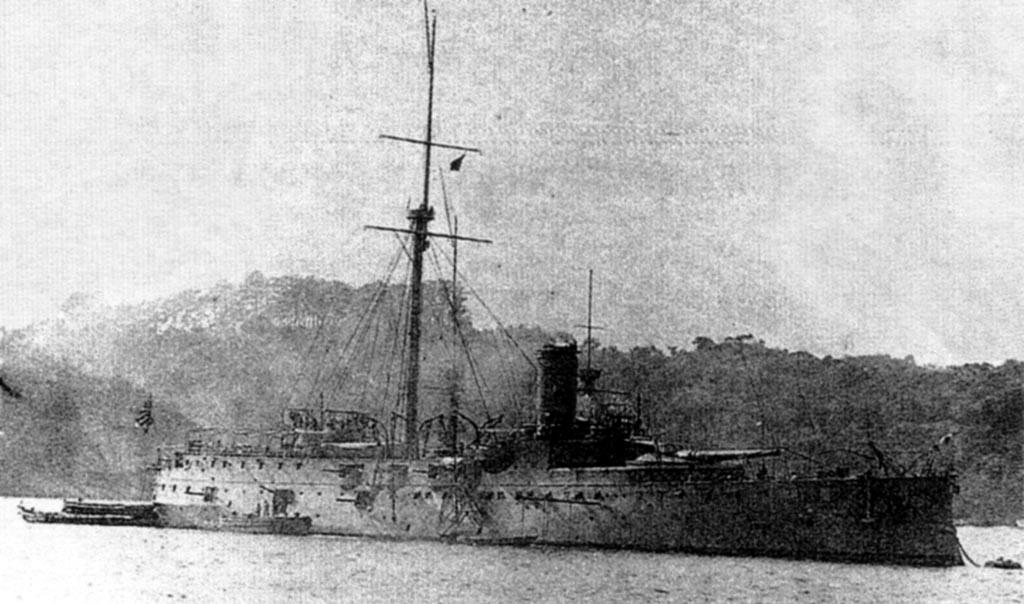
«Ицукусима» в Йокосука в 1908 году

После окончания русско-японской войны крейсер «Ицукусима» стал использоваться в качестве учебного корабля, совершив в 1906, 1907 и 1914 годах заграничные плаванья с курсантами на борту к берегам Юго-Восточной Азии и Австралии.
К 1909 году вооружение корабля состояло из одного 320-мм, шести 120-мм, шести 76-мм орудий и двух пулеметов. 76-мм пушки были установлены вместо 47-мм орудий, не достаточно эффективных для отражения атак миноносцев новых типов.
28 августа 1912 года «Ицукусима» был переклассифицирован в корабль береговой обороны 2-го класса.
С 1914 года по 1920 год корабль использовался как портовое судно и применялся в гавани в качестве учебно-тренировочной станции. С 20 сентября 1920 года по 31 июля 1924 года корабль использовался в качестве базы подводных лодок и одновременно в качестве плавающей школы подводников. 12 марта 1926 года бывший крейсер исключили из списков флота и сдали на металлолом в Куре.

## Командиры корабля
- капитан 1-го ранга Арима Синъити (Arima, Shinichi) — командовал кораблем с 17 декабря 1894 года по 5 июня 1895 года[9].
- капитан 1-го ранга Мацунага Юдзу (Matsunaga, Yuju) — командовал кораблем с 28 сентября 1895 года по 13 августа 1896 года[9].
- капитан 1-го ранга Хирао Фукусабуро (Hirao, Fukusaburo) — командовал кораблем с 13 августа 1896 года по 1 октября 1898 года[9].
- капитан 1-го ранга Сайто Макото (Saito, Makoto) — командовал кораблем с 1 октября по 10 ноября 1898 года[10][11].
- капитан 1-го ранга Хосоя Сукэудзи (Hosoya, Sukeuji) — командовал кораблем с 22 марта по 13 октября 1899 года[12].
- капитан 1-го ранга Нидзима Итиро (Nijima, Ichiro) — с 19 июня 1900 года по 30 августа 1901 года[12].
- капитан 1-го ранга Мацумото Кадзу (Matsumoto, Kazu) — с 23 октября 1902 года по 26 сентября 1903 года[13].
- капитан 1-го ранга Нарита Кацуро (Narita, Katsuro) — с 26 сентября 1903 года по 19 июня 1904 года[13].
- капитан 1-го ранга Нива Норитада (Niwa, Noritada) — с 13 июля 1904 года по 12 января 1905 года[14].
- капитан 1-го ранга Цутия Тамоцу (Tsuchiya, Tamotsu) — с 21 января 1905 года по 12 октября 1906 года[11][15].
- капитан 1-го ранга Нава Матахатиро (Nawa, Matahachiro) — с 12 октября 1906 года по 5 августа 1907 года[16].
- капитан 1-го ранга Обана Санго (Obana, Sango) — с 5 августа 1907 года по 1 сентября 1908 года[17].
- капитан 1-го ранга Танака Морихидэ (Tanaka, Morihide) — с 1 сентября по 10 декабря 1908 года[18].

## Галерея

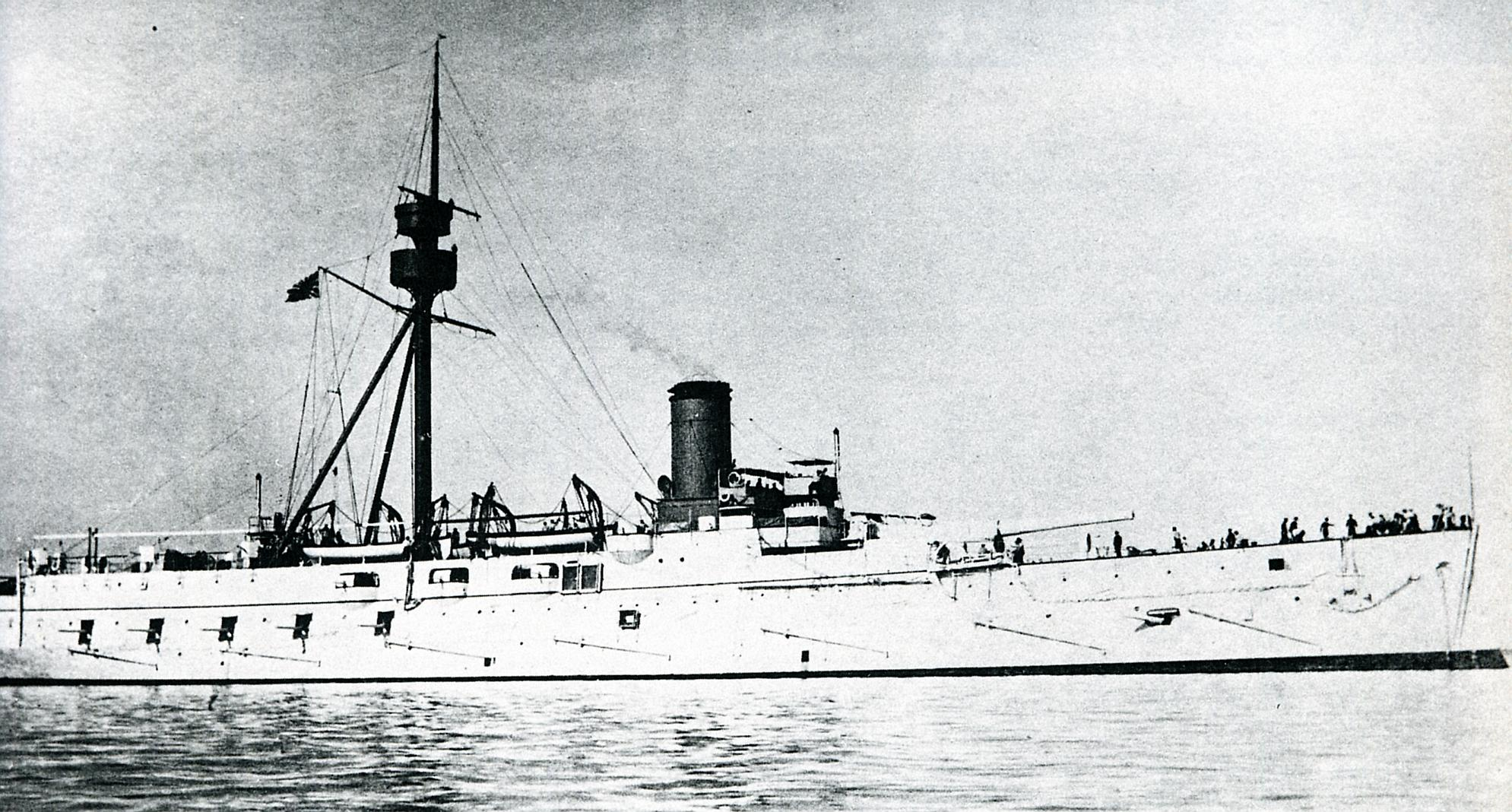
Крейсер «Ицукусима» в 1893 году.
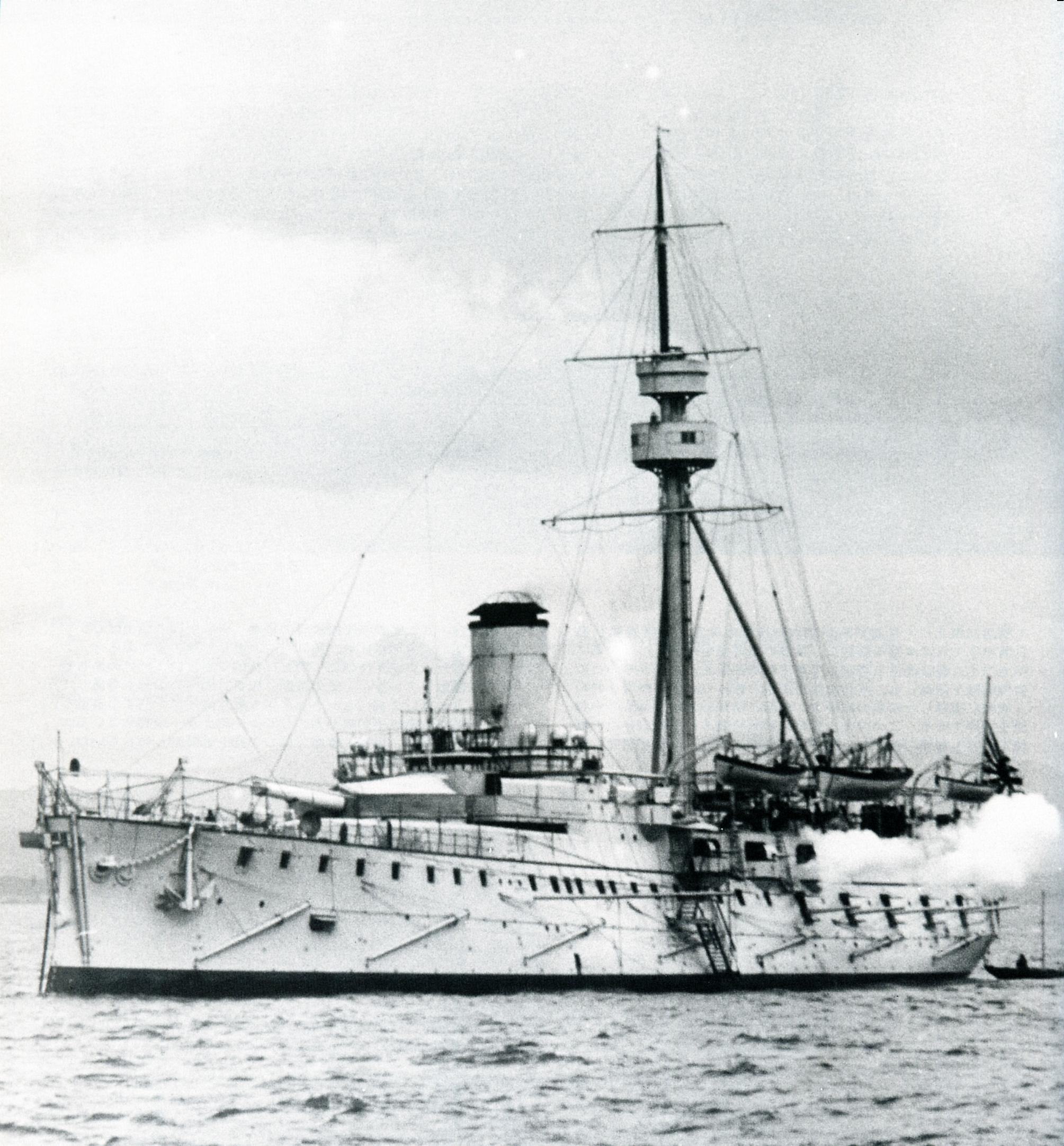
Крейсер «Ицукусима» в 1897 году в Кобэ